# Муленко Лідія Микитівна
Муленко Лідія Микитівна (уроджена Чайка; нар. 02 травня 1939, с. Ново-Олександрівка, Запорізької області — пом. 27 червня 2014 року, Запоріжжя) — українська шахістка, майстер спорту (1973), міжнародний майстер серед жінок (1978), суддя республіканської категорії (1985).
 Дворазова чемпіонка України (1974, 1976).

## Біографія
Народилася у с. Ново-Олександрівка Запорізької області. У 1959 році закінчила Запорізький алюмінієвий технікум, працювала на Запорізькому заводі феросплавів машиністом мостового крану, у вільний час займалася шахами. Чемпіонка спортивного товариства «Авангард» у 1973, 1978—1980 роках.
Тричі брала участь у чемпіонатах СРСР. Дворазова чемпіонка УРСР серед жінок (1974, 1976), срібна призерка чемпіонату України 1973 року.
У 1975 році посіла 1-ше місце у міжнародних змаганнях у м. Петркув-Трибунальський, Польща, у 1977 році — 1-ше місце у міжнародних змаганнях у м. Галле, Німеччина.
Після закінчення турнірних виступів займалася тренерською та організаторською роботою в СК «Металург» та ДЮСШ № 8 м. Запоріжжя. У 1983 році була тренером-консультантом Лідії Семенової.
Померла 27 червня 2014 року у м. Запоріжжя.

## Турнірні результати

### Чемпіонати України
| Рік  | Місце проведення | Турнір                 | Результат | + | — | = | Місце         |
| ---- | ---------------- | ---------------------- | --------- | - | - | - | ------------- |
| 1964 | Івано-Франківськ | 24-й чемпіонат України | 6½ з 15   | 3 | 5 | 7 | 10 — 12       |
| 1966 | Харків           | 26-й чемпіонат України | ? з 13    |   |   |   | нижче 7 місця |
| 1968 | Трускавець       | 28-й чемпіонат України | ? з 14    |   |   |   | нижче 6 місця |
| 1973 | Львів            | 33-й чемпіонат України | 8 з 11    | 7 | 2 | 2 | Silver        |
| 1974 | Одеса            | 34-й чемпіонат України | 8½ з 11   |   |   |   | Gold          |
| 1976 | Одеса            | 36-й чемпіонат України | 6½ з 8    | 5 | 0 | 3 | Gold          |
| 1977 | Львів            | 37-й чемпіонат України | 5½ з 9    | 5 | 3 | 1 | 7             |
| 1978 | Харків           | 38-й чемпіонат України | 7½ з 11   |   |   |   | 4 — 7         |

### Чемпіонати СРСР
| Рік  | Місце проведення | Турнір                         | Результат | + | — | = | Місце |
| ---- | ---------------- | ------------------------------ | --------- | - | - | - | ----- |
| 1973 | Калінін          | півфінал 33-го чемпіонату СРСР | 9½ з 13   | 9 | 3 | 1 | 2     |
| 1973 | Тбілісі          | 33-й чемпіонат СРСР            | 9 з 19    | 7 | 8 | 4 | 11—12 |
| 1974 | Тбілісі          | 34-й чемпіонат СРСР            | 10½ з 18  | 9 | 6 | 3 | 5 — 7 |
| 1976 | Актюбінськ       | півфінал 36-го чемпіонату СРСР | 8 з 14    |   |   |   | 3—4   |
| 1976 | Тбілісі          | 36-й чемпіонат СРСР            | 7 з 17    | 5 | 8 | 4 | 13    |
| 1977 | Дніпропетровськ  | півфінал 37-го чемпіонату СРСР | 8½ з 14   | 8 | 5 | 1 | 5     |
| 1979 | Вітебськ         | півфінал 39-го чемпіонату СРСР | 10 з 15   |   |   |   | 1     |